# Скунда
Ску́нда (Grallina) — рід горобцеподібних птахів родини монархових (Monarchidae). Представники цього роду мешкають в Австралії, на Новій Гвінеї та на Тиморі. Раніше їх відносили до родини апостолових (Corcoracidae) або виділяли у окрему родину скундових (Grallinidae), однак за результатами молекулярно-філогенетичного дослідження вони були  переведені до родини монархових (Monarchidae).

## Види
Виділяють два види:
- Скунда австралійська (Grallina cyanoleuca)
- Скунда новогвінейська (Grallina bruijnii)

## Етимологія
Наукова назва роду Grallina походить від слова лат. grallinus — з ходулями.